# Vasile Șeptilici
Vasile Șeptilici (secolul al XVII-lea) a fost un nobil de seamă al Moldovei, cunoscut pentru rolurile sale semnificative în sferele politice și militare ale Principatului Moldovei. A servit ca hatman (comandant al armatei) și pârcălab de Suceava în 1620, fiind, de asemenea, un reprezentant de încredere al domnului Moldovei. Ascensiunea sa în aceste funcții înalte a inclus și îndeplinirea rolului de ureadnic de Suceava în 1610 și mare vătaf în 1617.

## Asasinarea domnului
Vasile Șeptilici este cel mai cunoscut pentru implicarea sa în asasinarea domnului Gaspar Graziani. După bătălia de la Țuțora din 8 septembrie 1621, unde forțele poloneze și moldovenești au fost înfrânte de armatele turcești și tătare, Graziani a încercat să fugă, dar a fost ucis de Vasile Șeptilici și Dumitru Goia. Șeptilici și alți boieri au simțit că țara se îndrepta într-o direcție greșită sub conducerea lui Graziani și au considerat necesară intervenția pentru a remedia situația. Acest act a dus la execuția lor de către domnitorul Alexandru Vodă.

## Avere
În ciuda sfârșitului dramatic al carierei sale politice, Vasile a fost activ în tranzacțiile funciare, consolidându-și și extinzându-și moșiile în diverse regiuni, în special în Suceava. A deținut proprietăți semnificative în Văscăuți, inclusiv mori și iazuri, și alte moșii în Nemerniceni și Căjvenii.